# Di Sangro

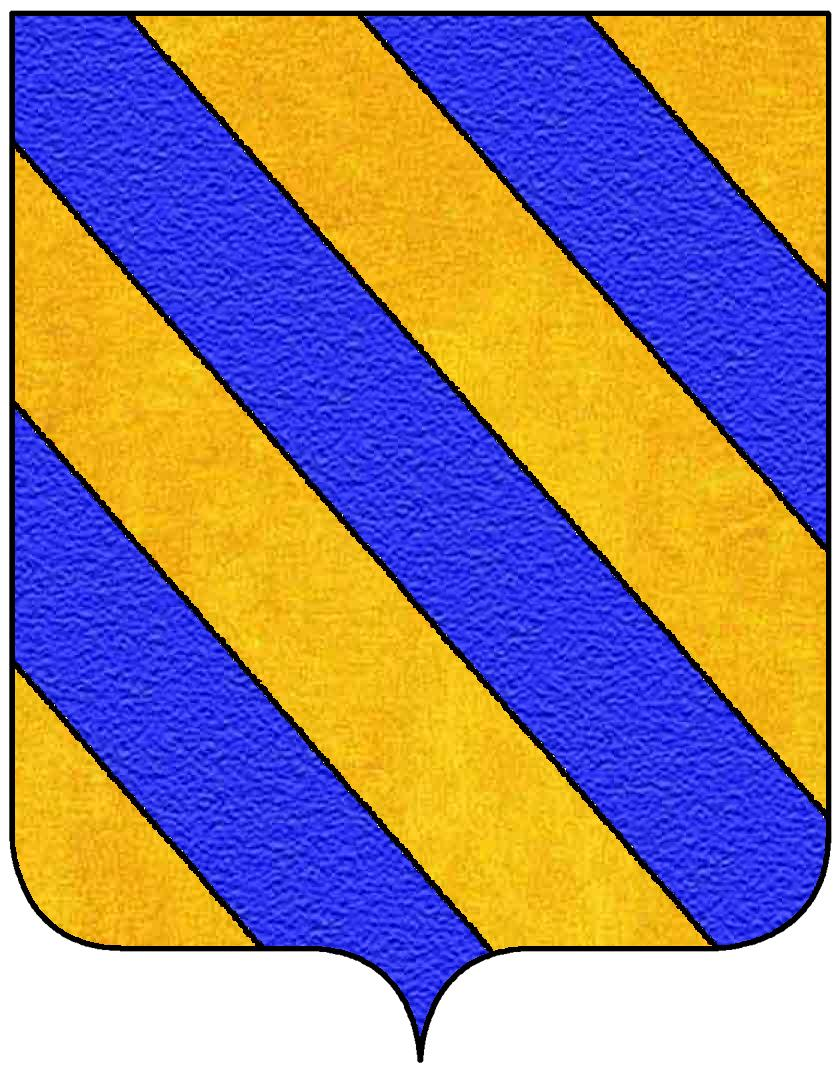
Wappen der Sangro

Di Sangro ist der Name eines bis heute blühenden italienischen Adelsgeschlechts aus Neapel, das dem Hochadel angehört.

## Herkunft und Geschichte
Die neapolitanische Familie scheint von einem Oderisio, conte di Sangro (erwähnt 1093), abzustammen, einem Sohn des Berardo Conte di Marsi, der fränkischer Abstammung war.

### Die Grafen von Marsi
Es wird lediglich vermutet, ist aber nicht nachweisbar, dass Berardo di Marsi seinerseits auf einen Berardo I. zurückgeht, der um 850 als Neffe Karls des Großen erwähnt wird. Die Sangro wären damit eines Stammes mit den Grafen von Marsi, wie auch in der Chronik von Montecassino (Cronica Cassinensi) in Band II, Kapitel VII ausdrücklich erwähnt wird. Die Marsi sind jedenfalls ein fränkisches Geschlecht, das sich zwischen Ende des 9. und Anfang des 10. Jahrhunderts in den Abruzzen niederließ und das Territorium um den Fuciner See, Celano und andere Teile der Sabina beherrschte, das alte Stammesgebiet der Marser, zunächst als Vasallen der Herzöge von Spoleto bis 950, danach bis 1143 als faktisch unabhängige Grafen. Zwischen 1000 und 1100 wurden sie aber während der Abwehrkämpfe gegen die Sarazenen von den sich ausbreitenden römischen Geschlechtern Orsini und Colonna zurückgedrängt und schließlich 1143 von den Normannen unterworfen. Die Hauptzweige der Grafen von Marsi sind daraufhin vertrieben worden oder erloschen, insbesondere lehnten sich die Bewohner von Amiternum und Forcona gegen sie auf, auch die Burg des Zweiges Ocre wurde zerstört, 1228 wurde das Castel di Sangro geschleift, die Grafen von Sangro und die von Borrello flüchteten nach Apulien bzw. Sizilien, andere Zweige nach Rom, lediglich die Herren von Celano blieben noch bis zum Erlöschen Anfang des 15. Jahrhunderts in der Region, ebenso der Zweig in Massa d’Albe.

### Die Grafen von Sangro

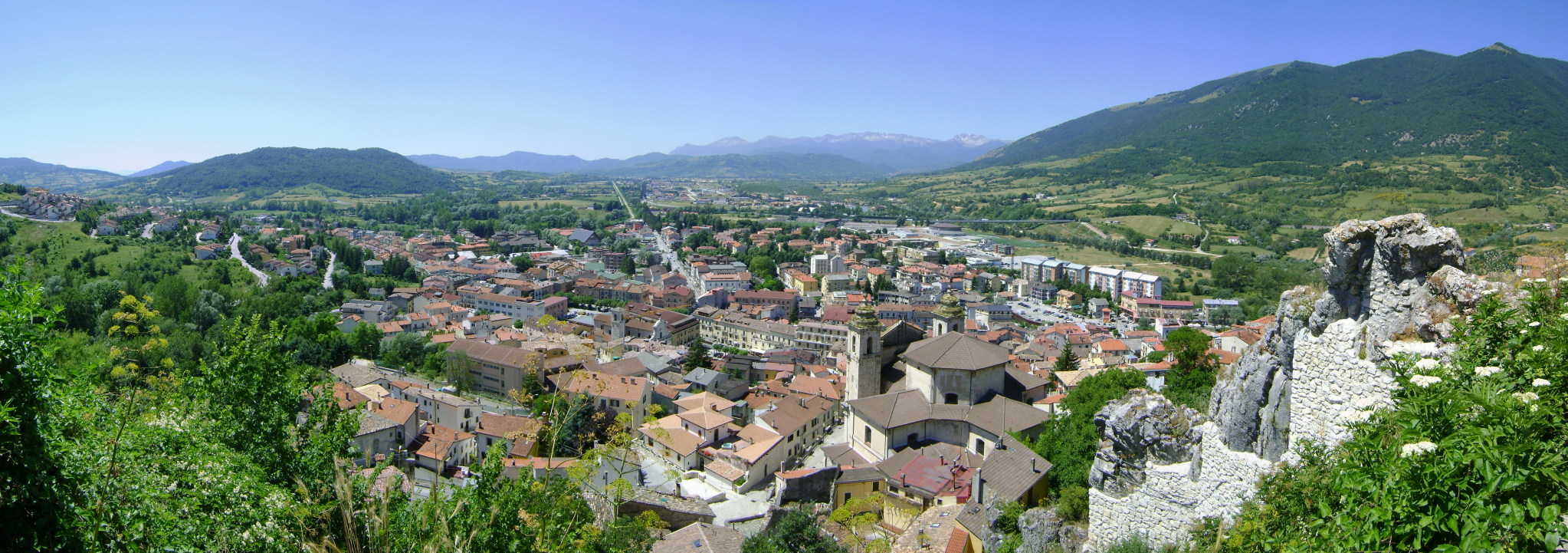
Castel di Sangro in den Abruzzen

Oderisio di Sangro war Lehnsherr des Tales des Flusses Sangro, weiterer Teile der Abruzzen und der Marsica und wird als erster Conte di Sangro genannt. Die ununterbrochene Stammreihe beginnt mit Rinaldo di Sangro im Jahr 1248. Oderisio (1121) war Abt von Montecassino und Kardinal, zwei weitere Kardinäle waren Gregorio und Gentile, Bischöfe waren Consalvo und Alfonso, Alessandro war Patriarch von Alexandria und dann Erzbischof von Benevento. Nicolò war Großseneschall von Karl II. von Neapel. Cola Tomaso di Sangro wird 1383 Baron di Bugnara, Paolo di Sangro wird 1521 von Kaiser Karl V. zum 1. Marchese di Torremaggiore ernannt.
Im Lauf der Jahrhunderte erwarb die Familie zahlreichen Lehen, darunter sechs, die mit dem Fürstentitel verbunden waren (so 1534 Fondi, 1579 San Severo, Castelfranco in Miscano, Casacalenda), elf Herzogtümer (darunter Torremaggiore, Vietri di Potenza und Martina), sechs Markgrafschaften, neun Grafschaften und 109 Herrschaften. Während die Linie der seit 1589 zu Fürsten di Sansevero erhobenen Familie im Mannesstamm im 19. Jahrhundert erloschen ist, bestehen zwei weitere Linien, die der Fürsten von Fondi (Principi di Fondi) und die der Herzöge von Sangro (Duchi di Sangro) bis heute fort: Don Riccardo di Sangro (* 1959) ist Principe di Fondi, di Gesualdo, di Striano, di Palazzo San Gervasio, Marchese di San Lucido, di Santo Stefano, di Genzano, Patrizier von Neapel und Grande von Spanien.
Die in der 2. Hälfte des 18. Jahrhunderts zusammengetragene Keramiksammlung des Placido de Sangro, Duca di Martina, wurde 1911 von seinem Nachfahren Placido de Sangro der Stadt Neapel gestiftet und bildet heute das Museo nazionale della ceramica Duca di Martina in der Villa Floridiana.

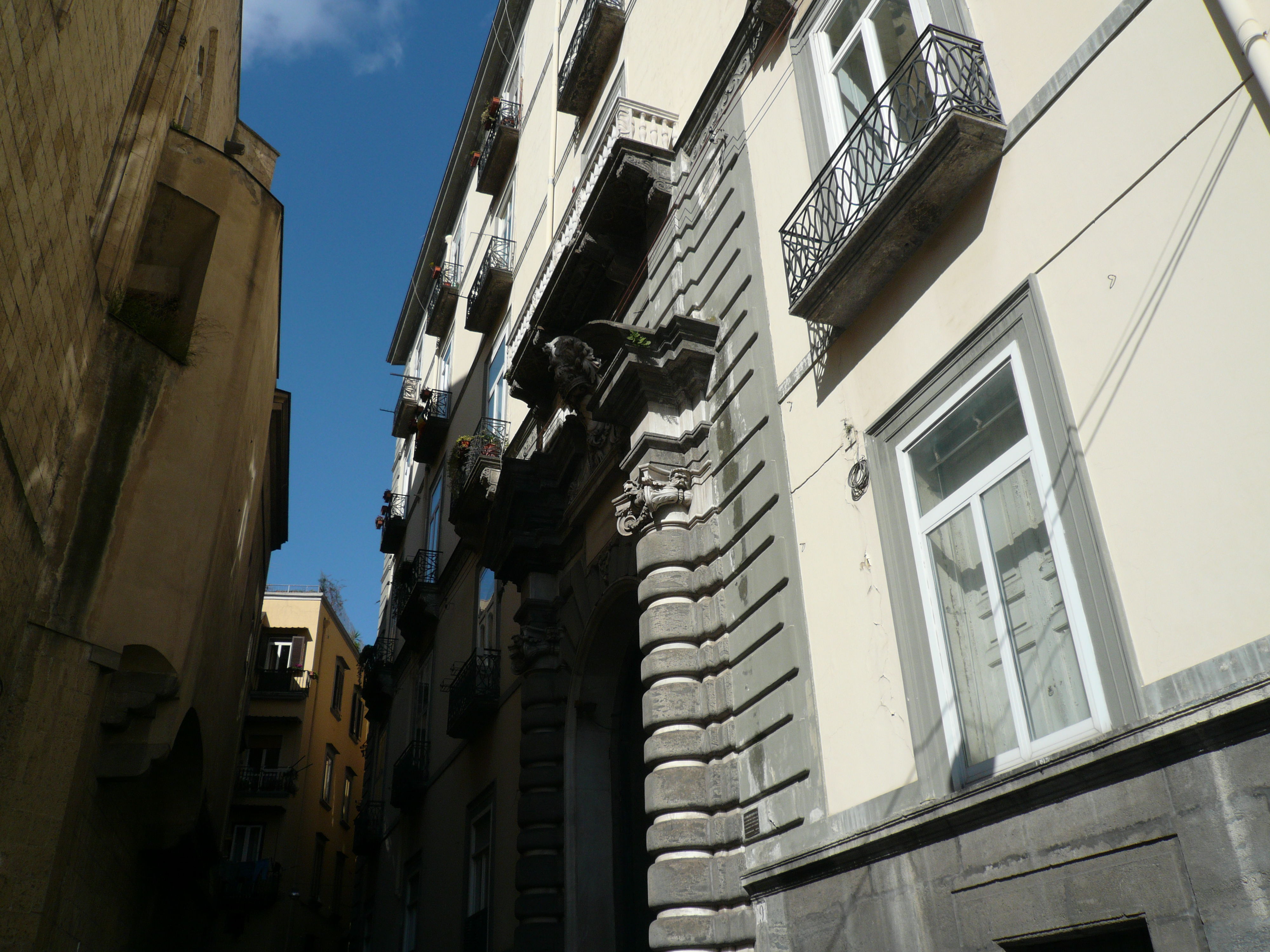
Palazzo De Sangro (di Torremaggiore), Neapel
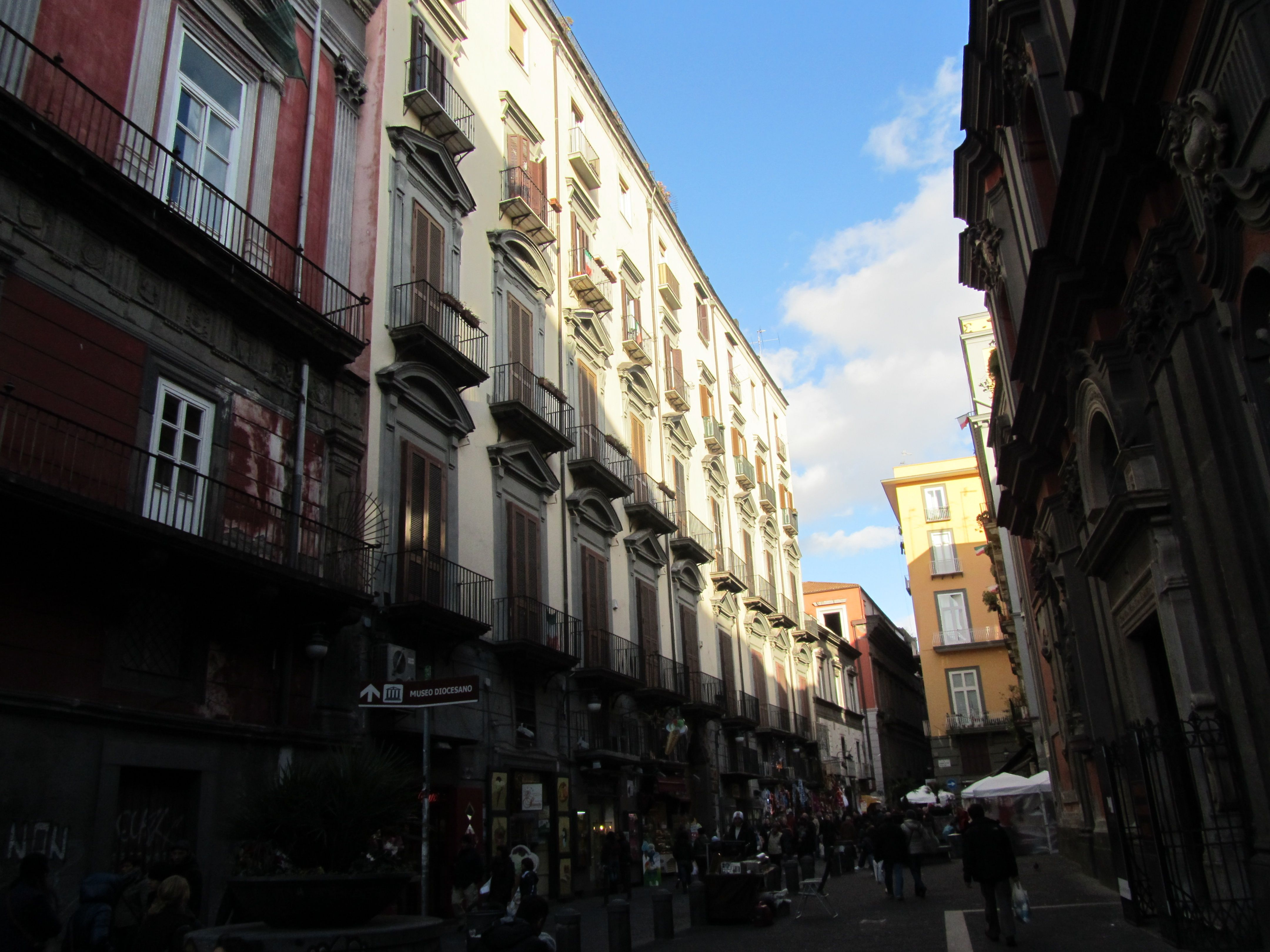
Palazzo De Sangro di Vietri, Neapel
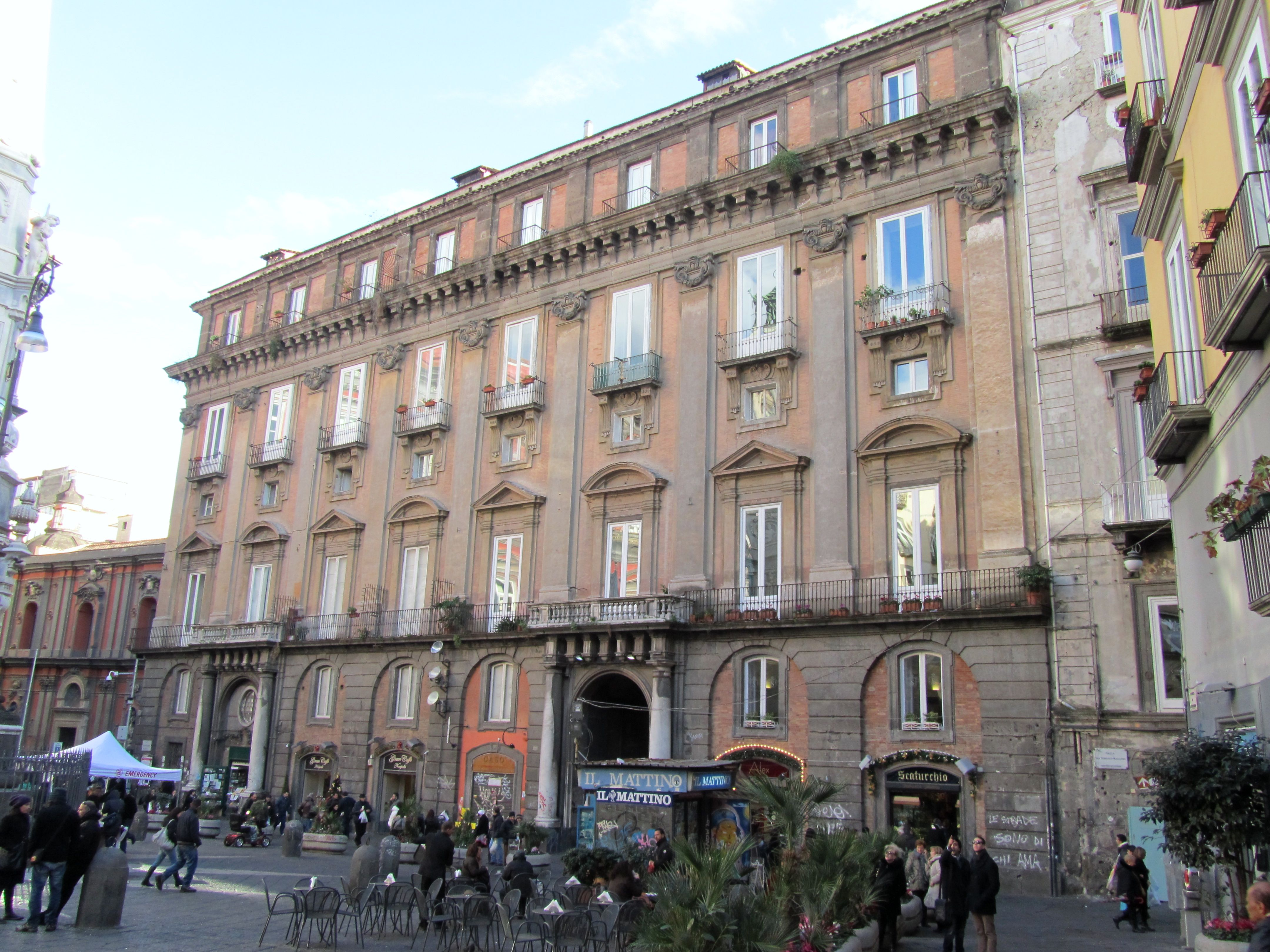
Palazzo Sangro di Casacalenda, Neapel
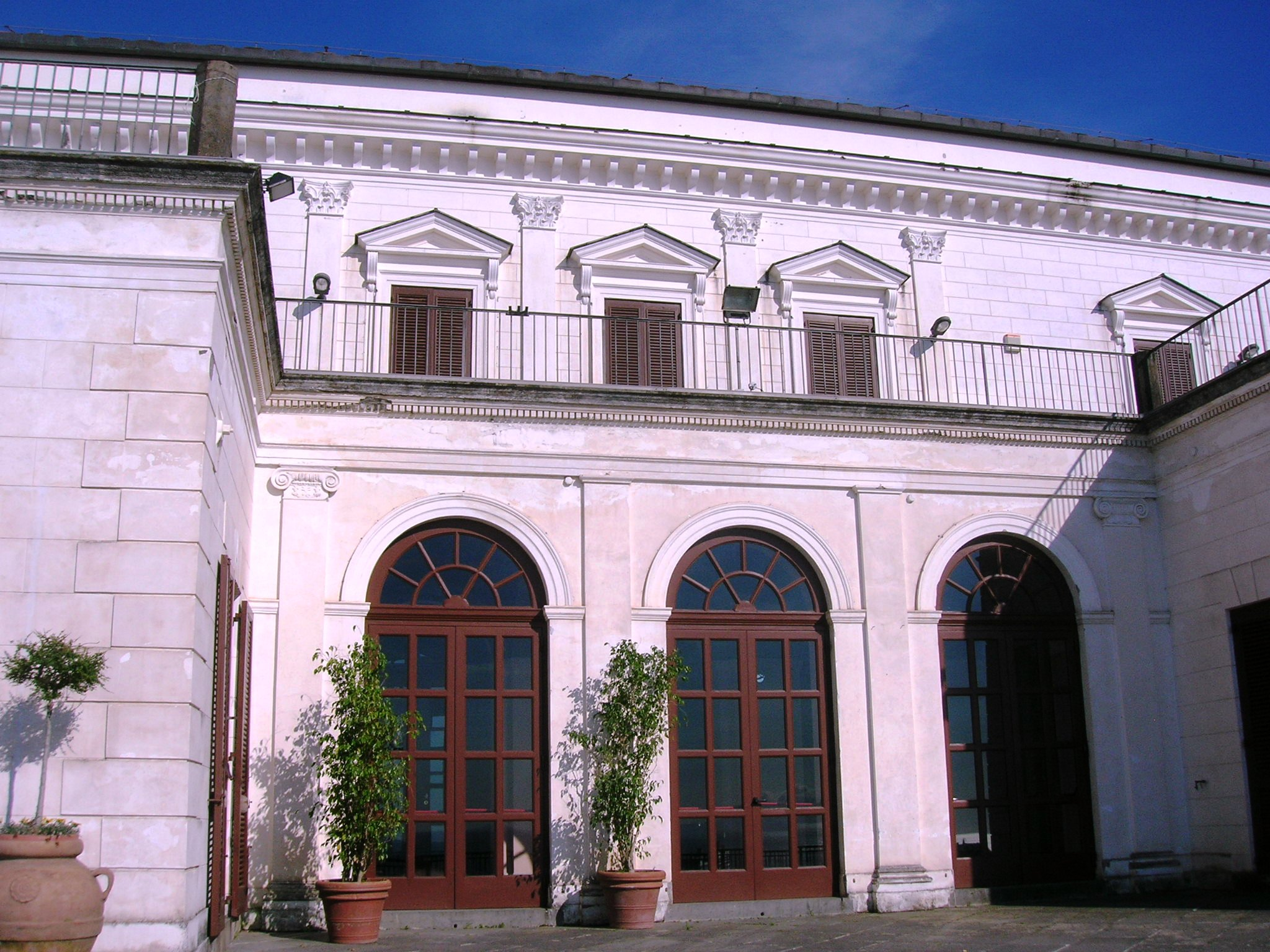
Villa Fondi De Sangro, Piano di Sorrento

## Wappen
Das Wappen der Familie di Sangro ist gold mit drei blauen Balken. Ebenfalls sind auf dem Wappen eine Fürstenkrone und ein Fürstenmantel abgebildet.

## Bekannte Namensträger
- Oderisio di Sangro (1706–1776), 1. Principe di Fondi, Grande von Spanien 1. Klasse
- Raimondo di Sangro (1710–1771), Fürst von Sansevero, Schriftsteller, Erfinder, Wissenschaftler
- Ricardo di Sangro (1803–1861), 3. Duca di Sangro, neapolitanischer Generalleutnant